# Bollmannia chlamydes
Bollmannia chlamydes е вид бодлоперка от семейство Попчеви (Gobiidae). Видът не е застрашен от изчезване.

## Разпространение и местообитание
Разпространен е в Еквадор, Колумбия, Коста Рика, Панама и Перу.
Среща се на дълбочина от 10 до 120 m, при температура на водата около 27,9 °C и соленост 36 ‰.

## Описание
На дължина достигат до 14 cm.